# 韓國礦害礦業公團
韓國礦害礦業公團（：／）是韓國一間国有企业，由韓國礦物資源公社和韓國礦害管理公團於2021年合併而成。

## 沿革
韓國礦物資源公社成立于1967年。自2008年起，韩国矿物资源公社将重点转向对外直接投资，在韩国以外的16个国家拥有32个项目。韩国矿物资源公社负责为韩国工业采购矿产资源，其中主要六种资源是铁矿石、锌、烟煤、铀、铜、镍。近来，公司也开始关注稀有金属和稀土。公司的主要项目包括澳大利亚的煤矿、非洲的锂和稀土、南美的铜矿。
2012年，矿物公社收购了中国包头永新稀土有限公司中方持有的全部股份（40%），此前矿物公社持有包头永新29%的股份，浦项中国持有31%。
李明博任韩国总统期间推行“资源外交”，积极投资参与海外资源开发，但收效不佳，主导项目的韩国矿物资源公社亏损严重。2015年，与“资源外交”相关的贪腐案件渐渐曝光。2008年矿物公社在马达加斯加开发镍矿的项目卷入贪腐案，涉案嫌疑人京南企业前会长成完鍾在2015年4月9日自缢身亡。